# Physik-Preis der Akademie der Wissenschaften zu Göttingen
Der Physik-Preis der Akademie der Wissenschaften zu Göttingen wurde von 1957 bis 2016 von der Akademie der Wissenschaften zu Göttingen für herausragende Arbeiten in der Physik vergeben. Es gab auch entsprechende Preise für Chemie und Biologie.
In der Regel sollten die Forscher in Deutschland tätig sein oder deutsche Staatsbürger sein und sie durften das 40. Lebensjahr nicht überschritten haben und noch keine Professur auf Lebenszeit oder eine entsprechende andere Stelle innehaben. Außerdem mussten sie außerhalb Göttingens wirken und durften keine Schüler von Mitgliedern der Göttinger Akademie sein. Vorgeschlagen wurden die Kandidaten von jeweiligen Preiskommissionen der Akademie.

## Preisträger
Zum Teil mit Laudatio.
- 1957 Herwig Schopper
- 1958 Karl-Heinz Böhm (Astronom)
- 1959 Gerhart Lüders
- 1960 nicht verliehen
- 1961 Robert Doll, Martin Näbauer (Herrsching/Ammersee, Kommission für Tieftemperaturforschung der Bayerischen AdW), Arbeiten zur Flussquantisierung
- 1962 S. Wilking (TH Karlsruhe)
- 1963 keine Verleihung
- 1964 Jan Peter Toennies, H. G. Bennewitz (Universität Bonn)
- 1965 Herbert Weiss (Siemens Erlangen)
- 1966 Jörg Wittig (TH Karlsruhe)
- 1967 Uwe Eßmann, Hermann Träuble (MPI Metallforschung Stuttgart)
- 1968 Johannes Zittartz, Erwin Müller-Hartmann (Universität Köln)
- 1969 nicht verliehen
- 1970 Klaus Hasselmann (Woods Hole Oceanographic Institute)
- 1971 Klaus Pohlmeyer
- 1972 Helmut Kinder (KFA Jülich)
- 1973 nicht verliehen, dafür zwei Preisträger in Chemie
- 1974 Peter H. Dederichs (Forschungszentrum Jülich)
- 1975 Peter Wölfle (TU München)
- 1976 Helmut Föll (MPI Metallforschung Stuttgart), Bernd Kolbesen (Siemens, München)
- 1977 Wolfgang Hillebrandt (TH Darmstadt)
- 1978 Gerd Bergmann (Forschungszentrum Jülich)
- 1979 Detlev Buchholz (Universität Hamburg)
- 1980 Andreas Eichler (TU Braunschweig)
- 1982 Uwe Trinks (TU München)
- 1983 Rudolf Marx (Universität Duisburg)
- 1984 Stefan Thomae (Forschungszentrum Jülich)
- 1985 Manfred Fähnle (MPI Metallforschung Stuttgart)
- 1986 Peter Schneider (JILA Boulder)
- 1987 Klaus Fredenhagen (Universität Hamburg)
- 1988 Christian Radehaus (Universität Münster)
- 1989 nicht verliehen
- 1990 Helmut Höche (Institut für Festkörperphysik und Elektronenmikroskopie in Halle)
- 1991 Walter Metzner (La Sapienza, Rom)
- 1992 Eberhard Burkel (München)
- 1993 Rolf Möller (Konstanz)
- 1994 Bruno Eckhardt (Oldenburg)
- 1995 Hans-Werner Wiesbrock (FU Berlin)
- 1996 Holger Frahm (Hannover)
- 1997 Phlipp Ebert (Forschungszentrum Jülich)
- 1998 Reinhold Egger (Freiburg)
- 1999 Volker Schomerus (Universität Hamburg) für seine Arbeiten zur Erweiterung des Symmetriebegriffs in der Quantenphysik
- 2001 Ulli Köster (CERN) für die Entwicklung von Resonanz-Laser-Ionenquellen zur Herstellung radioaktiver Ionenstrahlen.
- 2002 Achim Rosch (Karlsruhe) für seine Arbeiten „Conductivity of a clean one-dimensional wire“ und “Interplay of disorder and spin fluctuations in the resistivity near a quantum critical point”
- 2003 Norbert Pietralla (Universität Köln) für seine Untersuchungen von Mixed Symmetry Zuständen mittels der Kern-Resonanz-Fluoreszenz-Methode
- 2004 Pepijn W. H. Pinkse (MPI Quantenoptik, Garching) für seine Arbeiten auf dem Gebiet der kalten Molekülgase und der Quantenelektrodynamik einzelner Atome in optischen Resonatoren
- 2005 Hanno Sahlmann (Spinoza Institut Utrecht) für seine wichtigen Beiträge zur Schleifen-Quantengravitation.
- 2006 Mathias Kläui (Universität Konstanz) für Untersuchungen über „Magnettransporte – Schaltvorgänge auf der Basis von Domänenwandpropagation“
- 2007 Thomas Pfohl (MPI für Dynamik und Selbstorganisation, Göttingen), für seine bedeutenden wissenschaftlichen Arbeiten zur Beobachtung und Manipulation von Makromolekülen im Scherfluß auf Mikrometerskala
- 2008 André Schirmeisen (Universität Münster) für seine bedeutenden wissenschaftlichen Arbeiten auf dem Gebiet der Oberflächenphysik / Nanotribologie
- 2009 Marek Kowalski (Berlin), für Arbeiten auf dem Gebiet der Neutrinoemission und -beobachtung aus Supernovae.
- 2010 Corinna Kollath (Palaiseau) für Arbeiten zur Dynamik quantenmechanischer Vielteilchensysteme weit weg vom Gleichgewicht.
- 2011 Eva Maria Weig (München) für Arbeiten zur Mechanik von Nanosystemen an der Grenze von Quantenmechanik zur klassischen Mechanik.
- 2014 Andy Thomas (Bielefeld) für seine Arbeiten, in denen er die memristiven Eigenschaften von Tunnelkontakten nutzt, um künstliche neuronale Strukturen zu schaffen.
- 2016 Christoph Karrasch (FU Berlin), für seine innovativen Beiträge zur Lösung von quantenmechanischen Vielteilchenproblemen, insbesondere für seine bahnbrechende Erweiterung der Dichtematrix Renormierungsgruppe, welche die Anwendung dieser Methode bei endlichen Temperaturen möglich gemacht hat. Else Starkenburg (Astrophys. Inst. Potsdam) für herausragende Arbeiten auf dem Gebiet der Galaktischen Archäologie, mit denen sie maßgeblich zur Erforschung der Entstehung unserer Milchstraße beiträgt.